# Константин Арменопул
Константин Арменопул или Харменопул (на гръцки: Κωνσταντῖνος Ἁρμενόπουλος) е византийски юрист от XIV век.

## Биография
Арменопул носи титлата вселенски съдия в Солун - една от най-висшите съдебни длъжности във Византийската империя. Най-известен е със своя „Хексабиблос“ (1344-1345), законник в шест тома, в който Арменопул събира много византийски закони. За първи път е отпечатан през 1540 година в Париж. Книгата е широко използвана на Балканите в османския период. През 1828 година е приет като временен граждански кодекс в новоосвободена Гърция.